# Plan B
《Plan B》（英語：Plan B），是香港電視娛樂所製作的電視劇，於2018年7月16日至8月10日逢星期一至五23:30於ViuTV播出。由王宗堯、陸駿光、吳嘉熙、駱振偉、陳炳銓、陳啟泰、田啟文、黎萬宏、陳子豐、余慕蓮、艾威主演。《PLAN B》乃ViuTV 首部「新型警匪+江湖權鬥+黑色犯罪」連續劇，由香港新晉導演孔令政執導、監製及編劇。講述新世代背景底下，新界警黑之間鬥智鬥勇的故事。《PLAN B》罕有透過江湖小人物的角度，引發曲折懸疑、縱橫交錯的「綁架局中局」。
台灣OTT平台LiTV 線上影視全套上架。

## 故事大綱
黑道富商的紅顏知己慘遭淪為肉票。鄉事及黑白三大勢力，瞬即展開追捕行動。鄉事土地操縱者鳳叔聯同社團辦事人派遣門徒搜索綁匪卻碰壁而回。驚天大茶飯竟由三個業餘小混混：乳環、毒聾、及朗朗攜手策劃。

## 角色列表

### 主要角色
| 演員   | 角色   | 簡介 | 出場集數 |
| 王宗堯 | 賈宇寰 | 乳環、Nipple哥 賈奶頭之子，古惑仔 鄒語珊之大學同學及前男友                                                                      | 第1集起  |
| 陸駿光 | 閻奕寒 | 閻羅 黎根手下之清道夫 於第20集被鄧鳳鳴開槍打死                                                                                  | 第2集起  |
| 吳嘉熙 | 鄒語珊 | 肉參，富商甜渶茂的秘書及情人 賈宇寰之大學同學及前女友 於第15集往柬埔寨潛逃一年 於第20集（電視版結局）因被毆至重傷，失血過多而死 | 第1集起  |
| 駱振偉 | 毒 聾  | 古惑仔，乳環手下 於第14集被黎根槍殺                                                                                             | 第1集起  |
| 陳炳銓 | 朗 朗  | 古惑仔，乳環手下 於第14集被黎根槍殺                                                                                             | 第1集起  |
| 陳啟泰 | 黎 根  | 黑社會大佬 於第18集被閻奕寒打死                                                                                                 | 第3集起  |
| 田啟文 | 鄧鳳鳴 | 鳳叔、陸小鳳 新界土地霸王 於第20集被賈宇寰勒死                                                                                  | 第1集起  |

### 常規角色
| 演員            | 角色     | 簡介 | 出場集數                                |
| 方志駒          | 甜渶茂   | 富商，鄒語珊前男友 於第17集被鄒語珊用刀刺殺                                                             | 第1集、 第8至11集、 第14集、 第16至18集 |
| 郭穎東          | 鄧春秋   | 新界地方選區議員 鄧鳳鳴之私生子 於第9集利用暴力手段對待賈宇環 於第12集被鄒語珊槍傷 於第13集被賈宇環殺死 | 第7至13集                               |
| 黎萬宏 （泥鯭） | 鄧 伯    | 督察，姥姥喚他「細豬」 於第7集被殺                                                                      | 第1至8集                                |
| 陳子豐          | 阿 棟    | 便衣警察，鄧伯手下                                                                                      | 第1至3集、 第8集、第10集、 第13集       |
| 余慕蓮          | 姥 姥    | 鄧伯的姥姥，曾昏倒在地被毒聾踢醒                                                                        | 第2集、 第7至8集                        |
| 李靜蓮（Alina） | 說 妍    | 閻羅的情人，因臥底身分被揭而死                                                                          | 第3至5集、 第20至21集                   |
| 艾 威           | 高級督察 | | 第1集、 第20至21集                      |

### 其他角色
| 演員                               | 角色       | 簡介                                  | 出場集數                            |
| 呂喬恩 伍凱盈 何柏賢 李詠然        | 便衣警員   |                                       | 第1至2集                            |
| 李立琪                             | 便衣警員   | 飾演者同時為本劇場記                  | 第13集                              |
| 冼錦豪                             | 鳳叔保鏢   | 於第20集身亡                          | 第1集、第11集、 第15集、 第18至21集 |
| 黃尹俊                             | 鳳叔保鏢   | 飾演者同時為本劇攝影組及航空攝影      | 第2集                               |
| 葉永傑                             | 鳳叔保鏢   |                                       | 第2集                               |
| 葉朗健                             | 鳳叔保鏢   |                                       | 第11集、第15集                      |
| 關安迪                             | 鳳叔保鏢   |                                       | 第17集                              |
| 張奇峯                             | 鳳叔保鏢   | 於第20集身亡                          | 第19至21集                          |
| 陳永尉                             | 悍匪主腦   | 於第20集身亡                          | 第1集、 第20至21集                  |
| 劉 泉 吳海智                       | 悍 匪      | 於第20集身亡                          | 第1集、 第20至21集                  |
| 梁 鑒                              | 伙 記      |                                       | 第2集                               |
| 鄭觀基                             | 黑幫遺體   |                                       | 第2集                               |
| 吳卓燁                             | 黑幫遺體   |                                       | 第2至4集                            |
| 黎卓成                             | 黑幫餘孽   |                                       | 第3至4集                            |
| 岑尚哲                             | 阿 科      | 黎根保鑣                              | 第3集、第10集、 第15至17集          |
| 陳卓華                             | 黎根保鑣   | 於第18集身亡                          | 第11集、 第15至16集、 第18集        |
| 黃世鳴                             | 黎根保鑣   | 於第18集身亡 飾演者同時為本劇燈光組   | 第11集、 第15至16集、 第18集        |
| 陳聞平                             | 老 師      |                                       | 第5集                               |
| 曾柏軒 簡杏翹 黃藹琳 黃藹然 鄒濬謙 | 小學生     |                                       | 第5集                               |
| 譚子儀                             | 成 叔      |                                       | 第6集                               |
| 余逸思                             | 大肚婆     |                                       | 第11集                              |
| 施志峰                             | 酒 保      | 於第12集被殺                          | 第11至12集                          |
| 關銘輝                             | 古惑仔     |                                       | 第12至13集                          |
| 杜偉廉 鍾少騰                      | 貨車司機   |                                       | 第15集                              |
| 黃世昌                             | 阿 譚      | 甜渶茂司機 飾演者同時為本劇置景及道具 | 第16集                              |
| 葉嘉俊                             | 甜渶茂保鏢 |                                       | 第16集                              |
| 薛泰傑                             | 黑幫叛徒   | 飾演者同時為本劇助理製片及劇務        | 第16集                              |
| 袁富華                             | 釘 蓋      | 神醫                                  | 第19集                              |

## 每集列表
| 集數 | 標題                     | 播出日期                                            | 備註     |
| ---- | ------------------------ | --------------------------------------------------- | -------- |
| 01   | 無辜捲進險境             | 2018年7月16日                                       |          |
| 02   | 亂闖詭怪的「黑屋」       | 2018年7月17日                                       |          |
| 03   | 陷入兩難僵局             | 2018年7月18日                                       |          |
| 04   | 被迫參與「投名狀遊戲」   | 2018年7月19日                                       |          |
| 05   | 誘導自相殘殺             | 2018年7月20日                                       |          |
| 06   | 閻羅已停止呼吸           | 2018年7月23日                                       |          |
| 07   | 發現姥姥真正身分         | 2018年7月24日                                       |          |
| 08   | 事情發展出乎意料         | 2018年7月25日                                       |          |
| 09   | 需面對「真正的自己」     | 2018年7月26日                                       |          |
| 10   | 葬身黑屋                 | 2018年7月27日                                       |          |
| 11   | 見招拆招                 | 2018年7月30日                                       |          |
| 12   | 接獲弔詭的「清道夫」任務 | 2018年7月31日                                       |          |
| 13   | 隨即爆發激烈衝突         | 2018年8月1日                                        |          |
| 14   | 拒絕再協助完成計劃       | 2018年8月2日                                        |          |
| 15   | 鍛練成冷血殺手           | 2018年8月3日                                        |          |
| 16   | 再度拆夥                 | 2018年8月6日                                        |          |
| 17   | 借刀殺人                 | 2018年8月7日                                        |          |
| 18   | 無法彌補的局面           | 2018年8月8日                                        |          |
| 19   | 聯絡神秘高人作出呼求     | 2018年8月9日                                        |          |
| 20   | 江湖激戰白熱化           | 2018年8月10日                                       | 大結局   |
| 21   | 另一個結局               | 2018年8月11日（網絡平台） 2018年8月18日（電視播出） | 另一結局 |

## 製作團隊
| - 總監製／導演：孔令政 - 聯合監製：孔令宜 - 副導演：梁卓祺 - 編劇：孔令政、黎雅倫、梁御東、李卓風 - 製作經理：陳炳銓 - 製片／執行監製：鄧如嫣 - 助理製片：黃文鍵、薛泰傑 - 後期製作主任：朱漢威 - 後期助理：施慧嘉 - 後期特效：Taproot Studio Limited - 特效合成師：陳錦濤、李浩暉 - 動作指導：陳志榮 - 副動作指導：王健鎧、何家鏵 - 攝影指導：歐家安 - 攝影助理：淳、王駿揚 - 攝影組：招子陽、黃尹俊 - 航空攝影：黃尹俊、王宗堯 - 燈光指導：杜偉廉 - 燈光助理：關銘暉 - 燈光組：黃有為、黃世鳴 - 收音師：高僑立 | - 調色：馮志遠 - 剪接及調色助理：鄭霆鋒 - 剪接：盧榮 - 音響設計：蔡靖康 - 混音：江偉豪、蔡靖康 - 影音傳輸：曾文豪 - 原創音樂：江暉 - 美術及服裝指導：陳家欣 - 美術及服裝助理： - 化妝設計：李明達 - 髮型設計：林偉賢 - 助理服裝：林詩涵 - 置景及道具：黃世昌 - 字幕：鄭昊男 - 場記：何盈葦、李立琪 - 劇務：黃文謙、廖潔雯、薛泰傑 - 電視劇製作：MOVINPIX Company Limited |

## 評價
直至2022年2月上旬，此劇在豆瓣網的評分為6分，共有91人評價。

## 外部連結
- ViuTV《Plan B》官方節目重溫（页面存档备份，存于）
- 豆瓣电影上《Plan B》的資料 （简体中文）

## 作品的變遷
| 香港 ViuTV 星期一至五 23:30－00:00 · 2018年8月18日 星期六 01:00－01:30 | 香港 ViuTV 星期一至五 23:30－00:00 · 2018年8月18日 星期六 01:00－01:30 | 香港 ViuTV 星期一至五 23:30－00:00 · 2018年8月18日 星期六 01:00－01:30 |
| ---------------------------------------------------------------------- | ---------------------------------------------------------------------- | ---------------------------------------------------------------------- |
|                                                                        | Plan B （2018年7月16日－2018年8月10日）                                |                                                                        |
| 返歸啦俄仔 （2018年7月13日）                                           | 身後事務所 （2018年8月13日－2018年9月21日）                            |                                                                        |